# Швац
Швац (на немски: Schwaz) е град в Западна Австрия. Разположен е в окръг Швац на провинция Тирол около река Ин. Главен административен център на окръг Швац. Надморска височина 545 m. Първите сведения за града датират от 930 г. Има жп гара. Отстои на около 26 km източно от провинциалния център град Инсбрук. Население 12 894 жители към 1 април 2009 г.